# Bóstwa uraniczne
Bóstwa uraniczne (z greckiego Uranos – Niebo) – bóstwa przyrody nieożywionej, władające niebem (w odróżnieniu od bóstw Ziemi, tellurycznych).
Wyróżnia się cztery typy bóstw uranicznych:
- solarne
- lunarne
- astralne
- nieba jako całości lub jego stanów; ważniejsze bóstwa należące do tej kategorii:
  - bałtyjski Dievs
  - chiński Tian
  - egipska Nut
  - grecki Zeus i Uranos
  - irański Ahura-Mazda
  - kananejski Baal
  - maoryski Rangi
  - rzymski Jupiter (Jowisz)
  - słowiański Perun i Swaróg
  - sumeryjsko-babiloński Anu (An)
  - wedyjski Djaus, Indra (Diw)

Kult bóstw uranicznych pojawia się w nawet najbardziej archaicznych społeczeństwach pierwotnych (np. wśród Pigmejów czy Aborygenów). Związane z tymi bóstwami mity należą do najstarszych (obok tellurycznych). Wydaje się, że wiara w niebiańską, boską istotę, która zapewnia płodność ziemi (m.in. dzięki zsyłanym deszczom) jest niemal powszechna. Poczucie religijnego znaczenia nieba jest naturalne: niebo jako wzniosłe, nieskończone, niezmienne objawia człowiekowi w bezpośredni sposób swoją transcendencję i świętość (Mircea Eliade). Niektórzy religioznawcy wysunęli teorię, według której kult uraniczny stanowi przejaw pierwotnego, pierwszego wierzenia człowieka, będącego podstawą dla pojawienia się innych postaci w religiach.
Od początku bóstwa uraniczne to bóstwa najwyższe; dobrzy, wieczni stwórcy, założyciele religii, stróżowie i twórcy prawa (piorun jawi się często jako kara za jego łamanie). Odgrywają kluczową rolę w kosmogonii, teogonii i antropogonii (często współdziałają wtedy z bóstwami ziemi i oceanu).
Jednakże w miarę rozwoju wierzeń naczelne bóstwa niebiańskie ustępują miejsca innym postaciom – kiedyś kult uraniczny stanowił centrum życia religijnego, dziś to raczej peryferie. Obserwuje się przejście od transcendentnych i pasywnych istot niebiańskich do dynamicznych, łatwo dostępnych, wyraźniej spersonifikowanych postaci – w pewnym sensie sacrum zbliża się do konkretnej, ludzkiej rzeczywistości, życia codziennego. Według M. Eliadego niektóre z tych bóstw stawały się bóstwami „oddalonymi” od spraw świata (deus otiosus). Przemiana mogła podążać w różnych kierunkach:
- część bóstw zaczęto czcić jako bóstwa najwyższe, władców świata i innych bóstw, twórców prawa, dbających o jego przestrzeganie, stanowiących wzór dla władców ziemskich. Przykładem takich bóstw mogą być: Tian, Waruna, Ahura-Mazda.
- inne bóstwa skojarzono ze zjawiskami atmosferycznymi (deszczem, burzą, gromem, wiatrem, huraganem), przypisując im w ten sposób moce zapładniające (często też dodatkowo przypisywano im atrybuty bóstwa najwyższego). Przykładem takich bóstw mogą być: Baal, Zeus, Jupiter, Indra, Thor. Prawdopodobnie nastąpiło to wskutek pojawienia się rolnictwa i kultów agrarnych. Bogowie ci to często małżonkowie wielkiej bogini tellurycznej, wiązani z kultem byka (ziemię wtedy symbolizuje krowa).
- część bóstw uranicznych została skojarzona z bóstwami solarnymi, rzadziej lunarnymi lub astralnymi (lub przez nie wyparta).
- bóstwa uraniczne, jako twórcze, wszechmocne i mądre czasem stopniowo stawały się abstrakcjami, personifikacjami pojęć tłumaczących wszechświat. Tak się stało w przypadku Iho, bóstwa czczonego w Nowej Zelandii i na Tahiti, Nzambi czczonego u Bantu, być może w ten sposób kształtowało się pojęcie brahmana.